# Red Lights
Red Lights ist ein US-amerikanisch-spanischer Spielfilm von Rodrigo Cortés aus dem Jahr 2012 mit Cillian Murphy, Sigourney Weaver und Robert De Niro in den tragenden Rollen.

## Handlung
Die Universitätsprofessorin und Psychologin Margaret Matheson und ihr Assistent Tom Buckley, ein Physiker, gehen Behauptungen über paranormale Phänomene nach. Sie beobachten eine Séance und entlarven später die Tricks der vermeintlichen Hellseherin. Zur gleichen Zeit kündigt der berühmte blinde Hellseher Simon Silver an, dass er wieder auftreten wird. Silver hatte sich jahrzehntelang aus dem Rampenlicht zurückgezogen, nachdem sein schärfster Kritiker plötzlich verstorben war, als er Silver bei einem seiner Auftritte konfrontierte. Die Nachricht sorgt für großes Medieninteresse, und Silver beginnt mit Fernsehauftritten, um seine Shows zu bewerben.
Buckley schlägt vor, dass er und Matheson zusammen mit der Skeptikerin und eifrigen Studentin Sally Owen Silver verfolgen, aber Matheson ist dagegen. Stattdessen beobachten sie den Auftritt eines „Wunderheilers“ und ehemaligen Schülers von Silver und können ihn mit Hilfe ausgeklügelter Überwachungsgeräte als Betrüger entlarven, der einen Ohrhörer benutzt und von Assistenten an anderer Stelle im Theater mit Informationen versorgt wird. Buckley schlägt vor, Silver als Nächstes zu verfolgen, doch Matheson weist ihn erneut zurück. Sie gibt zu, dass sie Jahre zuvor versucht hatte, Silver zu entlarven, und dann erschüttert zurückblieb, als Silver mit ihrem komatösen Sohn Kontakt aufzunehmen schien. Frustriert versucht Buckley, Silvers Show auf eigene Faust mit der gleichen Ausrüstung wie zuvor zu überwachen, aber sein Versuch wird von Silver sofort bemerkt und die Ausrüstung geht auf mysteriöse Weise kaputt. Buckley kehrt zu Matheson zurück und findet sie zusammengebrochen auf dem Boden vor. Sie stirbt kurz darauf an einer chronischen Gefäßerkrankung.
Nach Mathesons Tod ist Buckley zunehmend davon besessen, gegen Silver zu ermitteln, doch seine Bemühungen werden durch eine Reihe scheinbar unerklärlicher Ereignisse unterbrochen: elektronische Geräte explodieren, tote Vögel tauchen immer wieder auf, und Buckleys Labor wird verwüstet. Während der Medienrummel weitergeht, erklärt sich Silver bereit, an einer Untersuchung teilzunehmen, die von einer Akademikerin derselben Universität vorgeschlagen wird, die auch Matheson beschäftigt hat, obwohl sie zuvor auf Mängel in den Testmethoden hingewiesen hat. Buckley schließt sich dem Beobachtungsteam an, darf aber nicht an den Tests teilnehmen und kann nur die aufgezeichneten Aufnahmen mit seinen Assistenten überprüfen. Obwohl die meisten Ergebnisse nicht schlüssig sind, zeigt ein Test, bei dem mit Hilfe von zwei Isolierkabinen versucht wird, Telepathie aufzuzeichnen, dass Silver in einem Maße erfolgreich ist, das weit über den Zufall hinausgeht. Die Ergebnisse der Tests scheinen zu bestätigen, dass Silver über echte übersinnliche Kräfte verfügt, und Shackleton will diese Erkenntnisse noch vor Silvers letzter Show veröffentlichen.
Ein zunehmend aufgeregter Buckley besucht die Show, während seine Assistenten das Filmmaterial von Silvers Tests durchsehen. Nachdem er in der Menge entdeckt wurde, wird Buckley von einem von Silvers Assistenten in der Pause auf der Toilette brutal zusammengeschlagen. Zur gleichen Zeit entdeckt Sally, dass Silver und die Person in der anderen Isolationskabine perfekt synchronisierte Analoguhren trugen und ein auf der Zeit basierendes Muster verwendeten, um den Telepathietest zu betrügen. Außerdem stellt sie fest, dass Silver seine Blindheit nur vortäuscht, da er nie die Zeiger seiner Uhr berührt, um die Zeit zu überprüfen.
Blutüberströmt und an seine Grenzen gebracht, stürmt Buckley in den Vorstellungssaal, um Silver zur Rede zu stellen. Als die beiden sich streiten, kommt es zu weiteren elektrischen Störungen und die Bühne beginnt zu beben. Silver ist jedoch verwirrt und es stellt sich heraus, dass Buckley telekinetisch ist und die Zerstörung um ihn herum eine Nebenwirkung seines emotionalen Zustands war. Buckley offenbart, dass er als paranormaler Entlarver arbeitet, in der Hoffnung, jemanden wie ihn oder eine andere Erklärung zu finden. Buckley wirft eine Münze in Silvers Gesicht, die dieser instinktiv auffängt und damit dem Publikum offenbart, dass er sehen kann.
Buckley verlässt das Theater und bedauert, dass er Matheson nicht die Wahrheit über seine Fähigkeiten erzählt hat, als sie noch lebte, denn es hätte sie trösten können zu wissen, dass „es mehr gibt“. In der Hoffnung, dass sie und ihr Sohn im Tod wieder zusammen sein können, geht Buckley ins Krankenhaus und schaltet die lebenserhaltende Maschine ab, die Mathesons Sohn am Leben erhält. Dabei gesteht er sich ein, dass er nicht für immer verleugnen kann, was er ist.

## Produktion, Veröffentlichung
An der Realisierung von Red Lights waren die Filmproduktionsgesellschaften Nostromo Pictures, Cindy Cowan Entertainment und Antena 3 Films beteiligt.
Der Film wurde dem Publikum erstmals am 20. Januar 2012 während des Sundance Film Festivals präsentiert. Der US-amerikanische Kinostart erfolgte am 13. Juli 2012, in den deutschen Kinos war der Film ab dem 9. August 2012 zu sehen.

## Rezeption
Auf der Website Rotten Tomatoes erreicht der Film bei lediglich 31 Prozent der Rezensenten eine positive Bewertung.
Das Lexikon des internationalen Films urteilte, dass der Film zwar eine Starbesetzung aufweise und sich realitätsnah gebe, dass er aber wenig spannend sei und sich nur einiger weniger Schockeffekte bediene.